# Leucostoma aterrimum
Leucostoma aterrimum là một loài ruồi trong họ Tachinidae.